# Taça dos Vencedores de Taças de Hóquei em Patins de 1992-93
A Taça dos Vencedores de Taças de Hóquei em Patins de 1992-93 foi a 17.ª edição da Taça das Taças.
O OC Barcelos venceu a competição pela 1.ª vez na história, derrotando os suíços do SC Thunerstern na final.

## Equipas participantes
| País          | Clube             | Classificação                                     |
| ------------- | ----------------- | ------------------------------------------------- |
| Alemanha      | RSC Cronenberg    | Vencedor da Taça da Alemanha de 1991/92           |
| Andorra       | Andorra           | Wild Card                                         |
| Bélgica       | RH Rolta Louvain  | Wild Card                                         |
| Espanha       | CP Voltregà       | Finalista da Taça do Rei de 1991/92               |
| França        | SA Gazinet-Cestas | 2.º lugar da Liga Francesa de 1991/92             |
| Itália        | Seregno Hockey    | Finalista do play-off da Liga Italiana de 1991/92 |
| Países Baixos | RHC Residentie    | 2.º lugar da Liga Neerlandesa de 1991/92          |
| Portugal      | OC Barcelos       | Vencedor da Taça de Portugal de 1991/92           |
| Suíça         | SC Thunerstern    | Finalista da Taça da Suíça de 1991/92             |

## Jogos

#### 1.ª Eliminatória
| Equipa 1       | Total | Equipa 2       | 1.ª Mão | 2.ª Mão |
| -------------- | ----- | -------------- | ------- | ------- |
| Seregno Hockey | 9-16  | Gazinet-Cestas | 7-4     | 2-12    |

### Fase final
|  | Quartos-de-final | Quartos-de-final | Quartos-de-final | Quartos-de-final |                |                | Meias-finais | Meias-finais | Meias-finais |  |                | Final | Final | Final |
|  |                  |                  |                  |                  |                |                |              |              |              |  |                |       |       |       |
|  | 1                | RHC Residentie   | 2                | 5                |                |                |              |              |              |  |                |       |       |       |
|  | 8                | Gazinet-Cestas   | 4                | 2                |                |                |              |              |              |  |                |       |       |       |
|  | 8                | Gazinet-Cestas   | 4                | 2                |                | RHC Residentie | 4            | 2            |              |  |                |       |       |       |
|  |                  |                  |                  |                  |                | RHC Residentie | 4            | 2            |              |  |                |       |       |       |
|  |                  | SC Thunerstern   | 11               | 8                |                |                |              |              |              |  |                |       |       |       |
|  | 4                | SC Thunerstern   | 11               | 8                | Andorra        | 6              | 2            |              |              |  |                |       |       |       |
|  | 4                |                  |                  |                  | Andorra        | 6              | 2            |              |              |  |                |       |       |       |
|  | 5                | SC Thunerstern   | 4                | 7                |                |                |              |              |              |  |                |       |       |       |
|  | 5                | SC Thunerstern   | 4                | 7                |                |                |              |              |              |  | SC Thunerstern | 0     | 3     |       |
|  |                  |                  |                  |                  |                |                |              |              |              |  | SC Thunerstern | 0     | 3     |       |
|  |                  | OC Barcelos      | 8                | 6                |                |                |              |              |              |  |                |       |       |       |
|  | 3                | OC Barcelos      | 8                | 6                | OC Barcelos    | 10             | 5            |              |              |  |                |       |       |       |
|  | 3                |                  |                  |                  | OC Barcelos    | 10             | 5            |              |              |  |                |       |       |       |
|  | 6                | CP Voltregà      | 2                | 1                |                |                |              |              |              |  |                |       |       |       |
|  | 6                | CP Voltregà      | 2                | 1                |                | OC Barcelos    | 10           | 9            |              |  |                |       |       |       |
|  |                  |                  |                  |                  |                | OC Barcelos    | 10           | 9            |              |  |                |       |       |       |
|  |                  | RSC Cronenberg   | 2                | 2                |                |                |              |              |              |  |                |       |       |       |
|  | 2                | RSC Cronenberg   | 2                | 2                | RSC Cronenberg | 10             | 4            |              |              |  |                |       |       |       |
|  | 2                |                  |                  |                  | RSC Cronenberg | 10             | 4            |              |              |  |                |       |       |       |
|  | 7                | RH Rolta Louvain | 2                | 2                |                |                |              |              |              |  |                |       |       |       |
|  | 7                | RH Rolta Louvain | 2                | 2                |                |                |              |              |              |  |                |       |       |       |

#### Quartos-de-final
| Equipa 1       | Total | Equipa 2         | 1.ª Mão | 2.ª Mão |
| -------------- | ----- | ---------------- | ------- | ------- |
| RHC Residentie | 7-6   | Gazinet-Cestas   | 2-4     | 5-2     |
| Andorra        | 8-11  | SC Thunerstern   | 6-4     | 2-7     |
| OC Barcelos    | 15-3  | CP Voltregà      | 10-2    | 5-1     |
| RSC Cronenberg | 14-4  | RH Rolta Louvain | 10-2    | 4-2     |

#### Meias-finais
| Equipa 1       | Total | Equipa 2       | 1.ª Mão | 2.ª Mão |
| -------------- | ----- | -------------- | ------- | ------- |
| RHC Residentie | 6-19  | SC Thunerstern | 4-11    | 2-8     |
| OC Barcelos    | 19-4  | RSC Cronenberg | 10-2    | 9-2     |

#### Final
| Equipa 1       | Total | Equipa 2    | 1.ª Mão | 2.ª Mão |
| -------------- | ----- | ----------- | ------- | ------- |
| SC Thunerstern | 3-14  | OC Barcelos | 0-8     | 3-6     |

| Vencedor da Taça das Taças 1992/93 |
| ---------------------------------- |
|                                    |
| OC Barcelos (1.º título)           |